# 오타가와역
오타가와역(일본어: 太田川駅)은 일본 아이치현 도카이시에 위치한 나고야 철도 도코나메선의 철도역이다. 역 번호는 TA 09이며, 섬식 승강장 3면 6선의 구조를 갖춘 고가역이다.

## 타는 곳
| 1 | ■ 도코나메선 | 하행 | 오노마치 · 도코나메 방면                                  | 대피선                              |
| 1 | ■ 고와선     | -    | 지타한다 · 고와 · 우쓰미 방면                             |                                     |
| 2 | ■ 도코나메선 | 하행 | 도코나메 · 주부코쿠사이쿠코 방면                          |                                     |
| 2 | ■ 고와선     | -    | 지타한다 · 고와 · 우쓰미 방면                             | 대피선                              |
| 3 | ■ 도코나메선 | 상행 | 진구마에 · 나고야 · 기후 · 이누야마· 신카니 · 쓰시마 방면 | 도코나메 방면으로부터의 열차 입선   |
| 4 | ■ 도코나메선 | 상행 | 진구마에 · 나고야 · 기후 · 이누야마 방면                  | 도코나메 방면으로부터의 열차 대피선 |
| 5 | ■ 고와선     | 상행 | 진구마에 · 나고야 · 이누야마 · 신우누마 방면              | 고와 선으로부터의 열차 대피선       |
| 6 | ■ 고와선     | 상행 | 진구마에 · 나고야 · 이누야마 · 신우누마 방면              | 고와 선으로부터의 열차 입선         |

## 이용 현황
| 연도 | 1일 평균 승차 인원 |
| ---- | ------------------ |
| 2007 | 13,234             |
| 2008 | 13,176             |
| 2009 | 12,949             |
| 2010 | 13,218             |
| 2011 | 13,784             |
| 2012 | 14,192             |
| 2013 | 14,541             |
| 2014 | 14,818             |
| 2015 | 17,623             |

## 역 주변
- 도카이 시청
- 니혼 복지대학 도카이 캠퍼스

## 인접 역
| 나고야 철도 도코나메선           | 나고야 철도 도코나메선          | 나고야 철도 도코나메선             |
| -------------------------------- | ------------------------------- | ---------------------------------- |
| TA 01 진구마에 진구마에 방면     | □ 뮤 스카이 · ■ 특급            | 오와리요코스카 TA 10 도코나메 방면 |
| TA 01 진구마에 진구마에 방면     | □ 쾌속 급행                     | 오와리요코스카 TA 10 도코나메 방면 |
| TA 03 오에 진구마에 방면         | ■ 급행                          | 오와리요코스카 TA 10 도코나메 방면 |
| TA 07 슈라쿠엔 진구마에 방면     | ■ 준특급                        | 오와리요코스카 TA 10 도코나메 방면 |
| TA 08 신닛테쓰마에 진구마에 방면 | ■ 보통                          | 오와리요코스카 TA 10 도코나메 방면 |
| 나고야 철도 고와선               |                                 |                                    |
| 시·종착역                        | ■ 특급                          | 아구이 KC 08 고와 방면             |
| 시·종착역                        | □ 쾌속 급행 · ■ 급행 · ■ 준특급 | 미나미카기야 KC 03 고와 방면       |
| 시·종착역                        | ■ 보통                          | 다카요코스카 KC 01 고와 방면       |